# V. C. Harris
V.C. Harris (1958–9 de octubre de 2017) fue un director de cine, crítico literario y cinematográfico y profesor universitario indio.
Nació en Mahe en 1958. Después de completar su educación secundaria en la Escuela Secundaria Superior del Gobierno Jawaharlal Nehru, comenzó su curso universitario en SN College, Kannur, seguido de estudios de posgrado en el Departamento de Inglés de la Universidad de Calicut. Posteriormente trabajó como profesor de inglés en Farook College, Calicut, y más tarde como director de la Escuela de Letras de la Universidad Mahatma Gandhi, Kerala.[cita requerida]
El 5 de octubre de 2017, Harris se involucró en un accidente y fue ingresado en el hospital de Kottayam de la Facultad de Medicina del Gobierno, donde murió cuatro días después, el 9 de octubre de 2017.